# قناة أوغدن
قناة أوغدن هو مضيق يقع على الساحل الشمالي لكولومبيا البريطانية في كندا، ويقع بين جزيرة بورشر (شمال غرب) وجزيرة بيت (جنوب شرق). مجمع القناة هو جزء من أرض تيرانية، ويعود تاريخه إلى العصر السيلوري المتأخر وأوائل العصر الديفوني.
تحتوي مياه القناة على مكون كبير من المياه العذبة، ولا تنعكس طبقة المياه السطحية لقناة أوغدن مع المد والجزر أثناء ذوبان الثلوج. تعتبر القناة ممرًا مهمًا للهجرة لصغار سمك السلمون.